# 8月の家族たち
『8月の家族たち』（はちがつのかぞくたち、August: Osage County）は、2013年のアメリカ合衆国のブラック・コメディ映画。原作はトレイシー・レッツの2007年の同名戯曲である。戯曲はピューリッツァー賞を受賞している。

## あらすじ
暑さの増す8月、オクラホマ州ポーフスカを舞台に物語は繰り広げられる。

## キャスト
※括弧内は日本語吹替
- バイオレット・ウェストン - メリル・ストリープ（宮寺智子）

毒舌家の女性。ガンで闘病中。
- ベバリー・ウェストン - サム・シェパード（仲野裕）

バイオレットの夫。バーバラたちの父。
- バーバラ・ウェストン - ジュリア・ロバーツ（山像かおり）

バイオレットの長女。母親と険悪。
- ビル・フォーダム - ユアン・マクレガー（宮本充）

バーバラの別居中の夫。
- ジーン・フォーダム - アビゲイル・ブレスリン（朝井彩加）

バーバラとビルの娘。反抗期。
- アイビー・ウェストン - ジュリアンヌ・ニコルソン（山崎美貴）

バイオレットの次女。地元で1人暮らし。
- カレン・ウェストン - ジュリエット・ルイス（安藤麻吹）

バイオレットの三女。自由奔放。
- スティーブ・ハイデブレクト - ダーモット・マローニー（藤原満）

カレンの怪しい婚約者。
- マティ・フェイ・エイケン - マーゴ・マーティンデイル（水野ゆふ）

バイオレットの妹。息子に冷酷。
- チャールズ・エイケン - クリス・クーパー（岩崎ひろし）

バイオレットの妹マティ・フェイの優しい夫。
- “リトル”・チャールズ・エイケン - ベネディクト・カンバーバッチ（三上哲）

チャールズの頼りない息子。
- ジョナ・モンヴァータ - ミスティ・アッパム（早川舞）

ウェストン家の住み込みの家政婦。
- デオン・ギルボー保安官 - ウィル・コフィ（伊原浩史）

バーバラの高校時代の恋人。
- バーク医師 - ニューウェル・アレクサンダー（藤原満）

バイオレットの主治医。大量の薬を処方。

## 製作
本作はジョン・ウェルズが監督し、ハーヴェイ・ワインスタイン、ボブ・ワインスタイン、ジーン・ドゥーマニアン、スティーヴ・トラクスラー、ジョージ・クルーニーらがプロデューサーを務めた 。
なお、クロエ・グレース・モレッツもジーン・フォーダム役のオーディションを受けた。
主要部分の撮影は2012年10月16日から同年12月8日にかけて、オクラホマ州ポーフスカやバーテルスビルとカリフォルニア州ロサンゼルスで行われた。

## 公開
本作は、2013年9月9日に第38回トロント国際映画祭で初めて公開された。その後、2013年12月27日に限定公開され、2014年1月10日には北米で拡大公開された。
また、2014年1月1日にはオーストラリアで、同年4月18日には日本で公開。

## 興行収入
限定公開された際、上映館5館で$179,475を稼ぎ出し、1館当たりの平均は$35,895となった。

## 評価
映画批評サイトRotten Tomatoesには138件のレビューがあり、批評家支持率は64％、平均点は10点満点で6.4点となっている。また、Metacriticには45件のレビューがあり、加重平均値は100点満点で58点となっている。
第8回オクラホマ映画批評家協会賞の「隠れたワースト映画賞」を受賞した。

## 受賞・ノミネート
| 賞                             | 賞                                      | 賞 | 賞         | 賞 |
| 賞                             | カテゴリー                              | 対象者 | 結果       |    |
| ------------------------------ | --------------------------------------- | --- | ---------- | -- |
| アカデミー賞                   | 主演女優賞                              | メリル・ストリープ | ノミネート |    |
| アカデミー賞                   | 助演女優賞                              | ジュリア・ロバーツ | ノミネート |    |
| 英国アカデミー賞               | 助演女優賞                              | ジュリア・ロバーツ | ノミネート |    |
| オーストラリア映画協会賞       | 主演女優賞                              | メリル・ストリープ | ノミネート |    |
| オーストラリア映画協会賞       | 助演女優賞                              | ジュリア・ロバーツ | ノミネート |    |
| ブリタニカ・アワード           | British Artist of the Year              | ベネディクト・カンバーバッチ (以下での演技も評価に含む:『それでも夜は明ける』、The Fifth Estate、『ホビット 竜に奪われた王国』、『スター・トレック イントゥ・ダークネス』) | 受賞       |    |
| デトロイト映画批評家協会賞     | 主演女優賞                              | メリル・ストリープ | ノミネート |    |
| デトロイト映画批評家協会賞     | アンサンブル演技賞                      | | ノミネート |    |
| デトロイト映画批評家協会賞     | 助演女優賞                              | ジュリア・ロバーツ | ノミネート |    |
| ゴールデングローブ賞           | 主演女優賞 (ミュージカル・コメディ部門) | メリル・ストリープ | ノミネート |    |
| ゴールデングローブ賞           | 助演女優賞                              | ジュリア・ロバーツ | ノミネート |    |
| ハリウッド映画祭               | アンサンブル演技賞                      | メリル・ストリープ、ジュリア・ロバーツ、ユアン・マクレガー、クリス・クーパー、アビゲイル・ブレスリン、ベネディクト・カンバーバッチ 、ジュリエット・ルイス 、マーゴ・マーティンデイル 、ダーモット・マローニー、ジュリアン・ニコルソン、サム・シェパード、ミスティ・アップハム | 受賞       |    |
| ハリウッド映画祭               | 助演女優賞                              | ジュリア・ロバーツ | 受賞       |    |
| フェニックス映画批評家協会賞   | キャスト賞                              | | ノミネート |    |
| フェニックス映画批評家協会賞   | 主演女優賞                              | メリル・ストリープ | ノミネート |    |
| フェニックス映画批評家協会賞   | 助演女優賞                              | ジュリア・ロバーツ | ノミネート |    |
| フェニックス映画批評家協会賞   | 脚色賞                                  | トレイシー・レッツ | ノミネート |    |
| サテライト賞                   | 主演女優賞                              | メリル・ストリープ | ノミネート |    |
| サテライト賞                   | 助演女優賞                              | ジュリア・ロバーツ | ノミネート |    |
| 全米映画俳優組合賞s            | 主演女優賞                              | メリル・ストリープ | ノミネート |    |
| 全米映画俳優組合賞s            | 助演女優賞                              | ジュリア・ロバーツ | ノミネート |    |
| 全米映画俳優組合賞s            | キャスト賞                              | メリル・ストリープ、ジュリア・ロバーツ、ユアン・マクレガー、クリス・クーパー、アビゲイル・ブレスリン、ベネディクト・カンバーバッチ 、ジュリエット・ルイス 、マーゴ・マーティンデイル 、ダーモット・マローニー、ジュリアン・ニコルソン、サム・シェパード、ミスティ・アップハム | ノミネート |    |
| セントルイス映画批評家協会賞   | 主演女優賞                              | メリル・ストリープ | ノミネート |    |
| ワシントンD.C.映画批評家協会賞 | 主演女優賞                              | メリル・ストリープ | ノミネート |    |
| ワシントンD.C.映画批評家協会賞 | アンサンブル演技賞                      | メリル・ストリープ、ジュリア・ロバーツ、ユアン・マクレガー、クリス・クーパー、アビゲイル・ブレスリン、ベネディクト・カンバーバッチ 、ジュリエット・ルイス 、マーゴ・マーティンデイル 、ダーモット・マローニー、ジュリアン・ニコルソン、サム・シェパード、ミスティ・アップハム | ノミネート |    |
| ネバダ映画批評家協会賞         | 主演女優賞                              | メリル・ストリープ | 受賞       |    |
| ネバダ映画批評家協会賞         | アンサンブル演技賞                      | | 受賞       |    |